# مکسیم نورو
مکسیم نورو (فرانسوی: Maxim Noreau‎؛ زادهٔ ۲۴ مهٔ ۱۹۸۷) بازیکن هاکی روی یخ اهل کانادا است.